# Aleksandr Awajew
Aleksandr Awajew (ur. 26 kwietnia?/8 maja 1882 w Twerze, zm. 25 listopada 1956 w Wojnowie) – rosyjski duchowny prawosławny, wieloletni proboszcz w Wojnowie. Współtwórca żeńskiego klasztoru prawosławnego w Wojnowie.

## Życiorys
Pochodził z Tweru, jego matka prawdopodobnie była narodowości polskiej. Był oficerem pułku grenadierów. Walczył w wojnie rosyjsko-japońskiej, w 1908 (według innego źródła – w 1911), po uzyskaniu dymisji z wojska w stopniu kapitana, wstąpił jako nowicjusz do Pustelni Optyńskiej. Był uczniem duchowym starców Warsonofiusza i Nektariusza z Optiny. Do wybuchu I wojny światowej nie złożył wieczystych ślubów zakonnych (został jedynie mnichem riasofornym), toteż w 1914 objęła go mobilizacja. Walczył w 1915 na Mazurach i trafił do niewoli niemieckiej. Po odzyskaniu wolności przeniósł się do Paryża, gdzie przyjął święcenia kapłańskie z rąk egzarchy patriarchy Moskwy na Europę Zachodnią, metropolity Eulogiusza. Początkowo został przez niego skierowany do obozów jenieckich w Niemczech w charakterze kapelana, następnie zaś w 1922 objął zaniedbaną parafię jednowierczą w Eckertsdorf – dziś Wojnowo, w Prusach Wschodnich. Miejscowość tę zamieszkiwała w przeważającej liczbie ludność rosyjska, staroobrzędowa (w przewadze) i prawosławna.
Ks. Awajew zamierzał utworzyć w Wojnowie żeńską wspólnotę zakonną, w tym celu zgromadził przy miejscowej cerkwi kilka kobiet. Zbudował dla nich dom, a wspólnocie nadał wezwanie Opieki Matki Bożej. Zakonnice i nowicjuszki zajmowały się nauczaniem dzieci prawosławnych z Wojnowa oraz wspierały działalność misyjną wśród miejscowych starowierców. Jedna z uczennic duchowych ks. Awajewa, Lidia Polakowska, została następnie (pod imieniem zakonnym Ludmiła) przełożoną monasteru Świętych Marty i Marii na górze Grabarce.
Duchowny starał się również chronić pamiątki rosyjskiej kultury materialnej miejscowych staroobrzędowców, zakładając przy cerkwi niewielkie muzeum etnograficzne. Sam zaprojektował nową cerkiew pod wezwaniem Zaśnięcia Matki Bożej w Wojnowie. W 1931 otrzymał godność protoprezbitera.
Ks. Awajew kilka razy w roku odprawiał również nabożeństwa w Królewcu.
W czasie II wojny światowej władze hitlerowskie podejrzewały ks. Awajewa o szpiegostwo, stale obserwowały jego dom i wielokrotnie wzywały go na przesłuchania. Duchowny nielegalnie uczył miejscową młodzież języka rosyjskiego (w trakcie lekcji religii prawosławnej) i wypożyczał im rosyjskie książki ze swych prywatnych zbiorów.
W 1946 roku za zgodą egzarchy zachodnioeuropejskiego ks. Awajew przeszedł razem ze swoją parafią pod jurysdykcję Polskiego Autokefalicznego Kościoła Prawosławnego. Jej proboszczem pozostawał do śmierci w 1956. Ze względu na ascetyczny tryb życia przez wiernych uważany był za świętego starca.
Jego postać przedstawił Melchior Wańkowicz w reportażu Na tropach Smętka.